# 경영 시뮬레이션
건설/경영 시뮬레이션이란 스스로가 직접 특정 건물을 짓거나 특정 회사를 운영하거나, 특정 지역 또는 국가를 운영하는 것을 말한다. 개인용 컴퓨터의 경영 시뮬레이션 게임이나 보드 게임에서 이러한 시뮬레이션을 쉽게 찾을 수 있다.
대부분의 경영 시뮬레이션은 경영적 통찰력 교육 및 개발에 사용된다. 학습 목표에는 전략적 사고, 의사 결정, 문제 해결, 재무 분석, 시장 분석, 운영, 팀워크 및 리더십이 포함된다.
경영 게임 커뮤니티는 최근 단순한 게임이나 단순한 시뮬레이션 대신 경영 시뮬레이션 게임이라는 용어를 채택한 것으로 보인다. 시뮬레이션이라는 단어는 때때로 교육 목적에 너무 기계적인 것으로 간주된다. 시뮬레이션은 또한 어떤 문제에 대한 최적을 찾는 활동을 말하지만 이것은 일반적으로 교육용 게임의 목표가 아니다. 반면에 게임이라는 단어는 일을 너무 심각하게 생각하지 않고 순전히 재미를 위해 설계된 운동에 참여하는 시간 낭비를 의미할 수 있다. 시뮬레이션 게임의 개념은 둘 사이의 올바른 조합과 균형을 제공하는 것으로 보인다. 시뮬레이션 게임은 교육용 게임 커뮤니티에서 채택한 용어이기도 하다.

## 학습 목적
대부분의 경영 시뮬레이션은 다음과 같은 것들을 훈련하기 위해 실시한다.
- 전략적인 사고
- 시장 분석
- 운영
- 협동 및 리더

## 같이 보기
- 경영 시뮬레이션 게임